# Strychnos narcondamensis
Strychnos narcondamensis är en tvåhjärtbladig växtart som beskrevs av A. W Hill. Strychnos narcondamensis ingår i släktet Strychnos och familjen Loganiaceae. Inga underarter finns listade i Catalogue of Life.